# Jan Ebert
Jan Tadeusz Ebert (ur. 28 maja 1931 w Warszawie) – polski naukowiec, profesor nauk technicznych o specjalności elektronika przemysłowa, miernictwo radioelektryczne, radioelektronika, technika mocy wielkich częstotliwości. Emerytowany profesor Politechniki Warszawskiej. Powstaniec warszawski ps. Ryś.

## Życiorys
Urodził się w 28 maja 1931 w Warszawie. Walczył w Powstaniu Warszawskim jako żołnierz kompanii ppor. Misiewicza, w ramach batalionu Olza, 2. pułku Armii Krajowej Baszta na Mokotowie pod pseudonimem Ryś. Po wojnie mieszkał w Milanówku. W 1949 zdał egzamin maturalny w XXI Liceum Ogólnokształcącym im. Hugona Kołłątaja w Warszawie. Następnie podjął studia na Wydziale Łączności Politechniki Warszawskiej. Dyplom inżyniera w zakresie elektroniki otrzymał w 1953, a tytuł zawodowy magistra inżyniera w 1956. W 1963 obronił pracę doktorską pt. Właściwości cewek indukcyjnych w pobliżu rezonansu własnego i otrzymał stopień naukowy doktora nauk technicznych, a w 1969 stopień doktora habilitowanego na podstawie rozprawy pt. Optymalizacja obwodów rezonansowych dużej mocy. W 1982 otrzymał tytuł profesora nauk technicznych.
W działalności naukowo–badawczej zajmuje się techniką dużych mocy wielkiej częstotliwości, w tym konstruowaniem i udoskonalaniem źródeł mocy wielkiej częstotliwości jak nadajniki radiowe, generatory do grzania indukcyjnego i dielektrycznego oraz akceleratory cząstek elementarnych. Zajmował się także metodami graficznego i cyfrowego przedstawiania analiz układów nieliniowych.
Na PW zatrudniony od 1951, zajmując kolejno stanowiska asystenta, adiunkta, profesora nadzwyczajnego i profesora zwyczajnego na Wydziale Łączności przemianowanym na Wydział Elektroniki, a następnie na Wydział Elektroniki i Technik Informacyjnych. W latach 1970–1971 był sekretarzem Rady Wydziału, w latach 1971–1977 prodziekanem, a w latach 1984–1990 dziekanem tegoż wydziału. W latach 1975–1980 był dyrektorem Instytutu Radioelektroniki. W latach 1981–1996 zasiadał w Senacie PW.
Był członkiem Centralnej Komisji do Spraw Stopni i Tytułów, Komitetu Elektroniki i Telekomunikacji Polskiej Akademii Nauk, Centralnego Kolegium Radiotechniki przy Zarządzie Głównym Stowarzyszenia Elektryków Polskich, Union Radio-Scientifique Internationale (URSI), Comité Consultatif International des Radiocommunications (CCIR) oraz Institute of Electrical Engineers (IEE). Jako powstaniec warszawski był także członkiem Światowego Związku Żołnierzy Armii Krajowej.
W latach 1990–1994 był wiceprzewodniczącym Rady Dzielnicy Śródmieście m. st. Warszawy.

## Odznaczenia i wyróżnienia
Za osiągnięcia naukowe i dydaktyczne otrzymał 6 nagród Ministra Nauki, Szkolnictwa Wyższego i Techniki, nagrodę Ministra Obrony Narodowej oraz wiele nagród uczelnianych. W 2002 został wyróżniony Medalem Politechniki Warszawskiej, a w 2004 – Odznaką Zasłużony dla Politechniki Warszawskiej. Ponadto otrzymał następujące odznaczenia:
- Złoty Krzyż Zasługi (1973)
- Warszawski Krzyż Powstańczy (1983)
- Krzyż Kawalerski Orderu Odrodzenia Polski (1984)
- Krzyż Armii Krajowej (1986)
- Medal Komisji Edukacji Narodowej (1988)
- Srebrny i Złoty Medal Za Zasługi dla Obronności Kraju (1990)
- Krzyż Oficerski Orderu Odrodzenia Polski (1994)

## Wybrane publikacje
- Kijak J., Ebert J., Podzespoły radiotechniczne: zbiór tablic, wykresów i nomogramów, Wydawnictwo Ministerstwa Obrony Narodowej, wyd. 2., Warszawa 1961.
- Ebert J., Fiok A., Obliczanie wzmacniaczy i generatorów mocy wielkiej częstotliwości, Wydawnictwa Naukowo-Techniczne, Warszawa 1971.
- Ryżko S., Ebert J., Wzmacniacze rezonansowe i generatory mocy wielkiej częstotliwości, Wydawnictwa Naukowo-Techniczne, wyd. 2. poprawione i rozszerzone,  Warszawa 1971.
- Kiełek W., Ebert J., Słowikowski A., Laboratorium techniki emisji, Wydawnictwa Politechniki Warszawskiej, wyd. 2. poprawione i uzupełnione, Warszawa 1973.